# Aleksandrów (Przeworsk)
Aleksandrów – część miasta Przeworska, w Polsce, w województwie podkarpackim, w powiecie przeworskim, w gminie miasto Przeworsk. Posiada identyfikator SIMC 0972520. Wchodzi w skład Osiedla Nr 3. Aleksandrów leży na wysokości ok. 240 m n.p.m. i jest najwyżej położonym obszarem w granicach miasta.
Stanowił jeden z folwarków Ordynacji Przeworskiej Książąt Lubomirskich. W wyniku parcelacji w 1945 r. obszar folwarku Aleksandrów o powierzchni ok. 140 ha został przeznaczony na „kolonie robotnicze”, ogródki działkowe, a także dla mieszkańców Przeworska nieposiadających lub posiadających niewielkie ilości gruntów rolnych.